# بالاتون‌سارسو
بالاتون‌‌سارسو (به مجاری: Balatonszárszó) یک شهرداری در مجارستان است که در ناحیه شیوفوک واقع شده‌است و ۳۰٫۱۳ کیلومتر مربع مساحت و ۲٬۰۰۳ نفر جمعیت دارد.

## خواهرخوانده
شهر Joseni خواهرخواندهٔ بالاتون‌‌سارسو است.